# FranceGenWeb
FranceGenWeb est une association généalogique, créée en 1999 sous la forme de l'association loi de 1901, qui diffuse de l'information généalogique gratuite sur Internet. Son portail, parmi les principaux portails généalogiques français propose différents services (souvent nommés ServiceGenWeb) gérés par des bénévoles de l'association ainsi que des sélections de sites externes et des informations sur l'actualité de la généalogie. 
Le wiki, mis en place très progressivement depuis la mi-février 2011, ne regroupe pour le moment[Quand ?] pas tous les « services » mais apporte désormais une accessibilité meilleure[non neutre] et plus rapide (pas d'intermédiaire) aux modifications et mises à jour.

## Principaux services
- FranceGenWeb-Actes qui propose une base de plus de 380 000 actes (2023) relevés par des contributeurs bénévoles.
- FranceGenWeb-Biblio qui se propose de répertorier tous les ouvrages (livres, revues, articles) concernant la généalogie et l'histoire locale (plus de 31800 références).
- FranceGenWeb-Cimetières qui regroupe des relevés de cimetières ainsi que de nombreux services sous forme d'entraide ou de base de données (près de 450 000 entrées dans la base en 2023).
- FranceGenWeb-Communes qui répertorie les communes et les anciennes communes de France, les changements de noms, fusions, détachements, ainsi que le chef-lieu de canton pour l'an VII et l'an VIII (51 924 enregistrements en 2023).
- FranceGenWeb-Cousins ou CousinsGenWeb qui permet aux généalogistes de comparer leurs listes éclair. La base de données comporte près de 2 900 000 entrées proposées par plus de 35 600 contributeurs (2023).
- FranceGenWeb-Culte qui propose une base de données collaborative d'environ 20 000 religieux (2023).
- FranceGenWeb-Départements / -Régions qui regroupent toutes les informations généalogiques des territoires concernés.
- FrancegenWeb-Entraide qui propose d'aider à rechercher un acte précis dans un département / une commune (dépend des bénévoles locaux disponibles). La base de données des actes déjà trouvés comporte plus de 258 000 enregistrements (2023).
- FranceGenWeb-Héraldique qui dessine bénévolement des blasons d'après les descriptions soumises, plus grande base de dessins héraldiques francophone avec plus de 35 000 images (2023).
- FranceGenWeb-Listes qui regroupe les adresses de listes de diffusion généalogiques. (en pause depuis la fermeture des groupes Yahoo)
- FranceGenWeb-Lafayette qui s'intéresse aux soldats français ayant participé à la guerre d'indépendance américaine. La base de données comporte plus de 51400 marins & soldats (2023).
- FranceGenWeb-Maires ou MairesGenWeb qui tente de recenser les maires des communes dans l'histoire, on en retrouve les données dans de nombreuses pages de Wikipédia. La base de données recense près de 250 000 entrées (2023).
- FranceGenWeb-Mariages qui répertorie les 6000 mariages de militaires organisés par un décret de Napoléon 1er afin de marquer son mariage avec Marie Louise en 1810.
- FranceGenWeb-Memorial qui s'intéresse aux dépouillements des monuments aux morts, plaques commémoratives. (détaché de FranceGenWeb)
- FranceGenWeb-Migranet qui recense près de 129 000 mariages (2023) de "migrants de l'intérieur".
- FranceGenWeb-Notaires qui recense près de 32 000 notaires "à travers le temps".
- FranceGenWeb-Paléographie / -Traduction qui aident à la lecture des actes anciens ou à la traduction de certains actes étrangers. Près de 8 700 transcriptions effectuées par FGW-Paléographie sont conservées dans la base FranceGenWeb-Actes (2023).
- FranceGenWeb-Protestants qui propose une base de données collaborative sur plus de 25 000 familles protestantes sous l'ancien régime.
- FranceGenWeb-Recoupements-1914-1918 qui effectue des recoupements par régiments et par lieux de plus de 600 000 morts de la guerre de 1914-1918 (2023).
- FranceGenWeb-Villette ou ParisGenWeb qui propose un relevé de 1209 famille (4225 individus) de la paroisse de La Villette entre 1804 et 1840.